# Eugène Grisot
Pour les articles homonymes, voir Grisot.
Eugène François Grisot est un archer français, né le 19 décembre 1866 à Fretigney-et-Velloreille (Haute-Saône) et mort le 2 mai 1936 à Paris.

## Palmarès
- Jeux olympiques
  -  Médaille d'or en style continental aux Jeux olympiques d'été de 1908 à Londres.
  -  Médaille d'argent par équipes 33m aux Jeux olympiques d'été de 1920 à Anvers.
  -  Médaille d'argent par équipes 50m aux Jeux olympiques d'été de 1920 à Anvers.
  -  Médaille de bronze par équipes 28m aux Jeux olympiques d'été de 1920 à Anvers.